# Rachael Lippincott
Rachael Lippincott (Philadelphia, 5 december 1994) is een Amerikaanse romanschrijfster en New York Times-bestsellerauteur. Ze verwierf bekendheid met haar boekadaptatie uit 2018 van de film Five Feet Apart.

## Biografie
Lippincott werd geboren in Philadelphia en groeide op in Bucks County, Pennsylvania. In 2013 behaalde ze haar diploma aan de George School. Ze ging naar de University of Pittsburgh voor een programma dat voorbereidt op een carrière in de geneeskunde (pre-med), maar ze stapte over op een major in Engelse literatuur. Tijdens haar studie volgde ze het vak Writing Youth Literature, gegeven door romanschrijfster Siobhan Vivian, die haar vertelde over de mogelijkheid om de boekadaptatie van Five Feet Apart te schrijven. Lippincott studeerde af in 2017.

### Carrière
In 2018 schreef Lippincott de romanversie van Five Feet Apart, gebaseerd op het scenario van Mikki Daughtry en Tobias Iaconis. Het boek verkocht meer dan een miljoen exemplaren en stond zestig weken op de New York Times-bestsellerlijst. Het werd bekroond met de prijs voor Beste Young Adult Fiction tijdens de elfde jaarlijkse Goodreads Choice Awards. Het boek werd in het Nederlands vertaald als: Vijf stappen van jou.
In 2020 publiceerde Lippincott, samen met Mikki Daughtry, All This Time, dat eveneens een New York Times-bestseller werd. Op 1 juni 2021 verscheen The Lucky List, Lippincotts eerste soloroman. Het boek werd in het Nederlands vertaald als Bucketlist vol geluk. Daarna schreef ze samen met haar echtgenote Alyson Derrick She Gets the Girl, een verhaal dat losjes gebaseerd is op hun eigen liefdesgeschiedenis. Ook dit boek werd een New York Times-bestseller. In 2023 bracht Lippincott Pride and Prejudice and Pittsburgh uit, een sapphische tijdreis-romantische komedie, geïnspireerd op Pride and Prejudice, de favoriete film van haar vrouw tijdens haar zwangerschap. In 2024 volgde Make My Wish Come True, dat zij eveneens samen met haar echtgenote schreef.
Vijf stappen van jou en Bucketlist vol geluk zijn in Nederland aangewezen als Lezen voor de Lijst boek (categorie 12-15 jaar, niveau 2).